# Michael Pfister (Fußballspieler)
Michael Pfister (* 2. März 1968) ist ein ehemaliger deutscher Fußballspieler.

## Karriere
Pfister spielte in der Saison 1986/87 beim damaligen Bundesligisten FC Homburg. Er wurde am 5. Spieltag im Spiel gegen Fortuna Düsseldorf in der 57. Minute für Uwe Freiler eingewechselt. Die Homburger gewannen das Spiel mit 3:1.